# Trimazosină
Trimazosina este un medicament cu acțiune antihipertensivă, fiind un antagonist selectiv al receptorilor alfa-1, deci un alfa-blocant. Este un derivat de chinazolină. Calea de administrare este cea orală.